# Albert Eduard Stoové
Albert Eduard Stoové (Djokjakarta (Nederlands-Indië), 26 december 1920 – Delft, 23 september 2010) was sergeant-kortverband-vlieger der Militaire Luchtvaart van het Koninklijk Nederlandsch-Indisch Leger (ML-KNIL) tijdens het begin van de Tweede Wereldoorlog. Voor zijn bewezen diensten bij de 2-VLG-V onder leiding van kapitein Jacob Pieter van Helsdingen ontving hij op 24 februari 1942 het Vliegerkruis. Stoové diende uiteindelijk 30 en een half jaar (waarvan tien en een half tropenjaren) en behaalde uiteindelijk de rang van adjudant bij de Koninklijke Luchtmacht.

## Voor de oorlog

### Jeugd
Stoové werd geboren als het derde van de in totaal acht kinderen van Jozeph Leophinus Gaillard Stoové en Louise Caroline Françoise Manz. Zijn vader was van Nederlandse en Duitse afkomst, en zijn moeder was van Zwitserse afkomst. Zijn vader was eigenaar van een melkerij genaamd "Louise" te Djetis. Tevens had hij renpaarden en jockies en leverde renpaarden aan Sultan Hamengkoeboewono VIII van Djokjakarta. Mede hierdoor had Ed een redelijk makkelijke en fijne jeugd.

### Opleiding tot vlieger
Omdat Stoové eind december 1938 zijn 18e verjaardag gevierd had moest hij zich in 1939 melden voor zijn dienstplicht. Na zijn algemene basisopleiding zou hij worden ingedeeld bij de marine. Hij wilde niet langere periodes op een schip moeten doorbrengen en vroeg of hij naar de luchtmacht kon, wat hem werd toegekend. In 1940 mocht hij beginnen met zijn opleiding tot vlieger op vliegbasis Kalidjati, Bandoeng-Java. Hier trainde hij in een Koolhoven FK 51. Begin 1941 behaalde Stoové zijn groot militair brevet. Op 1 juli 1941 werd Stoové toegevoegd aan het nieuwe opgerichte tweede afdeling van vliegtuiggroep vijf, kortweg 2-VLG-V, alwaar hij voor het eerst zijn eigen vaste jachtvliegtuig kreeg: een Brewster Buffalo met registratie B-3117.

## Tweede Wereldoorlog

### Slag om Malaya
De Nederlandse hulp aan Singapore was al voor aanvang van de vijandigheden overeengekomen. Al vanaf oktober 1940 wisselden de Britten en Nederlanders militaire informatie aan elkaar uit. In november van dat jaar hadden de eerste besprekingen plaatsgevonden tussen de Britten, Australiërs en de Nederlanders, over een gezamenlijke verdediging van het gehele gebied. Op 9 december 1941 vertrokken meerdere vliegtuiggroepen, inclusief 2-VLG-V, de groep waarbij sergeant Stoové was ingedeeld, naar Singapore. In totaal werden er 27 Glenn Martin 139 bommenwerpers en 12 Brewster Buffalo 339 jagers naar Singapore gestuurd. Deze werden gestationeerd op Kallang Airfield in Kallang.
Vanaf dit vliegveld vloog Stoové meerdere missies ter verdediging van Singapore. Tijdens een van deze missies bracht zijn groep onder andere een Japanse torpedobootjager tot zinken, en werden vier Japanse vliegtuigen neergehaald. Bij deze actie kwam de Nederlandse piloot sergeant Groot om. De groep keerde op 18 januari 1942 terug naar Java. Samen met zeven andere Brewster Buffalo piloten vloog Stoové naar Semplak, terwijl 23 andere piloten uitweken naar Andir en Tjilitian. Doordat ze de 18e terugvlogen ter verdediging van Java, misten de vliegers op een haar na het einde van de Slag om Singapore.

### Slag om Balikpapan
Op 23 januari was Stoové een van de betrokken vliegers die bombardementen uitvoerde op Japanse schepen in de Straat Makassar. In totaal vlogen er 20 Brewster 339's, van 1-VLG-V en 2-VLG-V, met elk twee bommen van 50 kg. In totaal werden er acht 'hits' (waaronder één hit door Stoové) geregistreerd op vier schepen. Tijdens deze actie kwam de koppelgenoot van Stoové, Vdg. Robert Adolf Rothkrans om het leven. Deze werd door vijandelijk vuur neergeschoten. Voor deze aanval werd Stoové onderscheiden met het Vliegerkruis.

### Slag om Java
Op 1 maart 1942 moest kapitein Jacob Pieter van Helsdingen een aanval op de Japanse landingen op Eretan Wetan leiden. Hij koos Stoové uit als zijn koppelgenoot. Om ongeveer 05.30 uur startten de zeven inzetbare jagers (vijf van 1-VLG-V en twee van 2-VLG-V). Het achtste ingedeelde toestel (van 2-VLG-V) kon niet mee, omdat tijdens het proefdraaien eerder op de ochtend de motor in brand vloog. De vliegers van 1-VLG-V die meededen aan deze aanval waren: kapitein Van Rest, de eerste-luitenants Tideman en Benjamins, en de sergeants Adam en Van Kempen. Onder hevig luchtafweervuur gooiden ze hun bommen af boven schepen, en beschoten ze de landingsvaartuigen die vol zaten met Japanse militairen in drie aparte runs. Hierna keerden ze terug naar hun vliegbasis. Bij een tweede aanval werden troepenformaties gemitrailleerd door Benjamins en Stoové. Op de terugweg kreeg Stoové nog wel motorproblemen, maar hij haalde het vliegveld zonder kleerscheuren.
Op 7 maart zou Stoové deelnemen aan de laatste missie. Echter nadat zijn leidinggevende, kapitein van Helsdingen, erachter kwam dat Stoové net te horen had gekregen dat hij vader zou worden, nam hij diens plaats in. Met het toestel van Stoové, de B-3117, werd Van Helsdingen die dag neergeschoten. Acht maanden later kreeg Stoové een zoon. Deze zag hij, door enkele jaren in een gevangenschap in jappenkampen, pas toen die drieënhalf jaar oud was.

### Krijgsgevangene
Na de capitulatie van Nederlands-Indië op 8 maart 1942 werd Stoové in de navolgende drieënhalf jaar naar verschillende jappenkampen gestuurd. Zo werd hij onder andere ter werk gesteld in een jappenkamp op het eiland Flores, waar hij met andere gevangenen onder andere landingsbanen moest aanleggen voor de Japanse legerluchtmacht. Op 15 augustus 1945 werd hij bevrijd uit een jappenkamp in Singapore.

## Na de oorlog

### Emigratie
Nadat de oorlog afgelopen was en Stoové uit het jappenkamp bevrijd was, werd hij ingedeeld bij No. 18 (Netherlands East Indies) Squadron. Op 16 juni 1949 kreeg hij eervol ontslag en ging aan de slag bij een auto-dealer. Nadat Nederland in 1949 de onafhankelijkheid van Indonesië erkende, was het er voor bewoners van Europese afkomst zeer gevaarlijk. Velen werden opgejaagd, mishandeld en soms zelfs vermoord. Vooral (ex-)militairen en inheemse bevolkingen die samengewerkt hadden met de Nederlanders waren het slachtoffer. Nadat Stoové via een kennis te horen kreeg dat men hem op het oog had besloot hij het land te ontvluchten. In 1954 emigreerde Stoové tezamen met zijn vrouw, Janet Edith van Handenhove, naar Nederland. Op 12 mei 1954 begon hun bootreis op de MS Willem Ruys vanuit Nederlands-Indië naar Rotterdam, die drie weken duurde, waarna ze zich vestigden in Bloemendaal.

### Terug in dienst
Via een oude kennis uit Nederlands-Indië hoorde Stoové dat de Koninklijke Luchtmacht voormalige vliegers van de ML-KNIL aannam. Hierop besloot hij te solliciteren, waarna hij werd aangenomen en gestationeerd op vliegveld Ypenburg bij 334 Squadron. Het gezin verhuisde daarom naar Delft. Stoové vloog in Nederland geen jachtvliegtuigen meer, enkel transportvliegtuigen. Dit ging om zowel goederen en personeel van de luchtmacht, als om goederen en
leden van de koninklijke familie. Op 7 mei 1968 vloog Stoové met de Fokker F27, met registratie C-8, toen deze werd geraakt door de bliksem. Hierbij verloor het toestel zijn neus, maar Stoové wist het toestel veilig aan de grond te krijgen op vliegbasis Twenthe. Begin 1976 ging Stoové, vanwege zijn 55ste verjaardag, met vervroegd pensioen, waarna hij tot zijn 70ste nog bij een autogarage in Delft aan het werk was. Stoové is een van de weinige luchtmachtpiloten die 10.000+ vlieguren op zijn naam schreef. Op 23 september 2010 overleed Stoové in verpleeghuis Bieslandhof te Delft.

## Tijdlijn Militaire Carrière
Hieronder een (verkorte) tijdlijn met belangrijke data in zijn lange militaire carrière.
| Datum      | Gebeurtenis |
| ---------- | --- |
| 18-12-1939 | Ingelijfd als militie Soldaat 2e klasse. Ingedeeld bij het 1e depot bataljon te Bandoeng. |
| 01-06-1940 | Overgegaan naar vliegschool ML te Kalidjati. |
| 15-11-1940 | Militie Brigadier-Leerling vlieger. |
| 18-07-1941 | Groot militair vliegbrevet behaald en te Bandoeng vrijwillig verbonden als Sergeant-Kort verband vlieger voor een duur van 7 jaar.                                                                                         |
| 01-08-1941 | Overgegaan naar de 2e vliegtuiggroep te Buitenzorg als jachtvlieger. |
| 09-12-1941 | Gedetacheerd te Singapore. |
| 24-02-1942 | Toegekend het Vliegerkruis. |
| 08-03-1942 | In Japanse krijgsgevangenschap te Bandoeng. |
| 15-08-1945 | Uit Japanse krijgsgevangenschap te Singapore bevrijd. |
| 01-09-1945 | Overgegaan naar Balikpapan en ingedeeld bij het 18e squadron. |
| 12-01-1946 | Overgegaan naar Australië i.v.m. ziekte verlof en heropleiding. |
| 01-05-1946 | Gemachtigd tot het dragen van het Oorlogsherinneringskruis. |
| 08-03-1948 | Gemachtigd tot het dagen van het Ereteken voor Orde en Vrede. |
| 18-07-1948 | Eervol ontheven als kort-verband vlieger en nieuwe status dienstplichtig vlieger. |
| 16-06-1949 | Met groot verlof en eervol uit de militaire dienst van het KNIL ontslagen. |
| 08-11-1954 | Verbonden bij de Koninklijke Luchtmacht voor de tijd van 6 jaar als vrijwilliger als Sergeant vlieger. |
| 08-11-1954 | Bronzen medaille ontvangen. (MB nr. P 5142258) |
| 15-11-1954 | Geplaatst bij het 334 Squadron te Ypenburg. |
| 01-11-1955 | Sergeant 1e Klasse (HPLU nr. P 55224/A) |
| 01-01-1956 | Tijdelijk Sergeant-Majoor (MB nr. P 55.793/A) |
| 31-05-1956 | Gedetacheerd bij de Luchtmacht officiers- en kaderschool voor cursus SMLM-3. |
| 18-07-1956 | Sergeant-Majoor (MB nr. P 56.403H) |
| 21-10-1958 | Gemachtigd tot het dragen van het Oorlogsherinneringskruis met de gespen "Oorlogsvluchten in 1940-1945" en "Nederlands-Indië 1941-1942". En gemachtigd tot het dragen van het Ereteken voor "Orde en Vrede" zonder gespen. |
| 21-09-1961 | In Nieuw-Guinea aangekomen. Ingedeeld bij 336 Squadron. |
| 01-05-1962 | Tijdelijk Adjudant Onderofficier |
| 10-11-1962 | Terug in Nederland. En teruggeplaatst bij het 334 Squadron. |
| 03-12-1962 | Nieuw-Guinea herinneringskruis ontvangen. (MB brp 070163) |
| 10-05-1963 | Zilveren medaille ontvangen. (MB brp 120363) |
| 01-11-1963 | Adjudant Onderofficier. |
| 07-05-1968 | Tijdens vlucht met de Fokker F27 (registratienummer C-8) wordt het toestel geraakt door de bliksem. |
| 02-09-1968 | Standplaats Soesterberg. |
| ??-??-1972 | Gouden medaille ontvangen. |
| 01-01-1976 | Eervol ontslagen uit de dienst als beroepsmilitair. |
| 05-07-1976 | Toestemming verleend tot het aannemen en dragen van LF5. (KB nr 29 van 760705) |

## Onderscheidingen

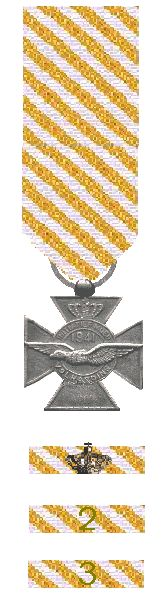
Vliegerkruis 32e Verlening Koninklijk Besluit No.1z van 24 februari 1942
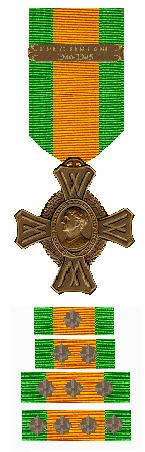
Oorlogsherinneringskruis met de gespen "Oorlogsvluchten 1940-1945" en "Nederlands-Indië 1941-1942" 1 mei 1946
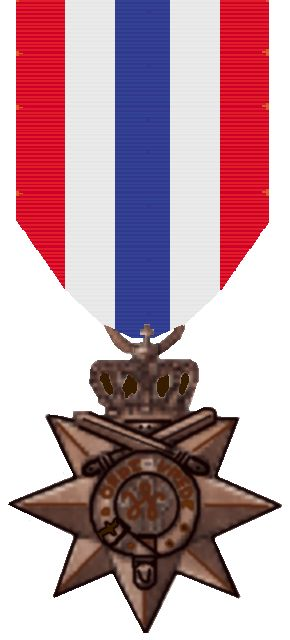
Ereteken voor Orde en Vrede 8 maart 1948
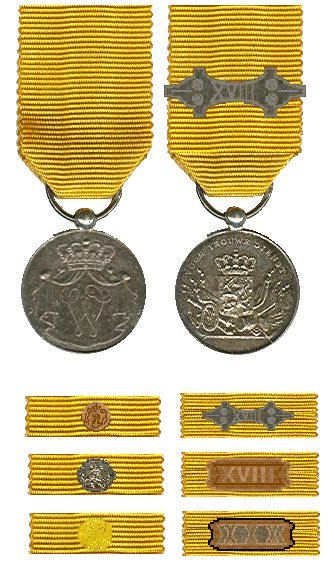
Bronzen Medaille 12 jaar trouwe dienst 8 november 1954
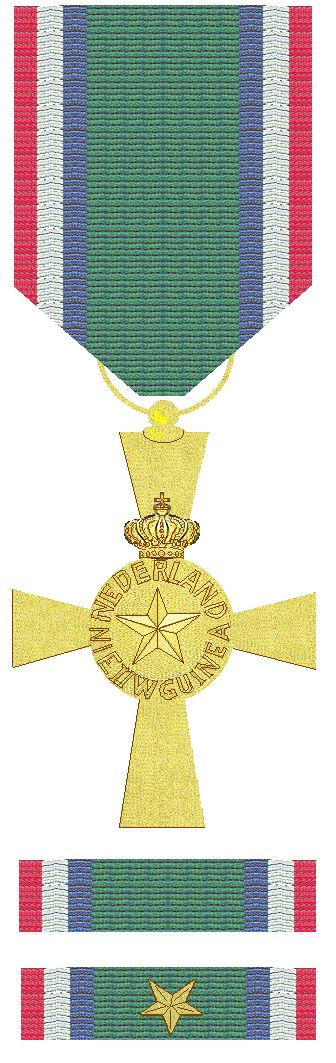
Nieuw-Guinea Herinneringskruis 3 december 1962
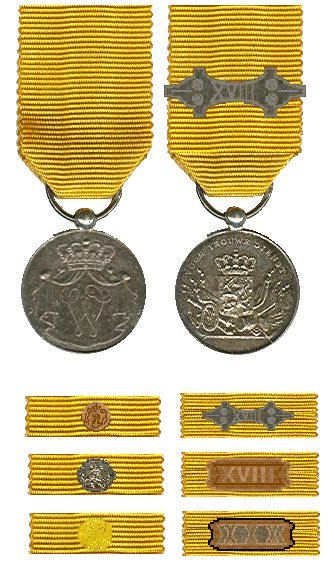
Zilveren Medaille 24 jaar trouwe dienst 10 mei 1963
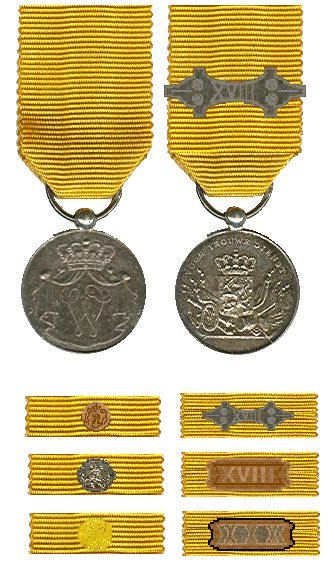
Gouden Medaille 36 jaar trouwe dienst 1972